# فيكتور غارسيا (عداء موانع)
فيكتور غارسيا (بالإسبانية: Víctor García Blázquez)‏ هو عداء موانع ‏ إسباني، ولد في 13 مارس 1985 في مدريد في إسبانيا.

## وصلات خارجية
- الموقع الرسمي
- فيكتور غارسيا على موقع الاتحاد الدولي لألعاب القوى (الإنجليزية)
- فيكتور غارسيا على موقع الدوري الماسي (الإنجليزية)
- فيكتور غارسيا على موقع أوليمبيديا (الإنجليزية)